# Ptychamalia inamoena
Ptychamalia inamoena är en fjärilsart som beskrevs av Paul Dognin 1902. Ptychamalia inamoena ingår i släktet Ptychamalia och familjen mätare. Inga underarter finns listade.